# Almir (ur. 1973)
Almir Moraes Andrade (ur. 11 maja 1973) – brazylijski piłkarz występujący na pozycji pomocnika.

## Kariera piłkarska
Od 1994 do 2003 roku występował w Athletico Paranaense, Otsuka Pharmaceutical, SE Palmeiras, Goiás EC, América Cali, FC Tokyo, Consadole Sapporo, América i Coritiba.